# عبد الرحمن حمد (سياسي)
عبد الرحمن توفيق عبد الهادي حمد (26 مارس 1944 - ) مهندس كهرباء وسياسي فلسطيني، شغل عدد من المناصب في دولة فلسطين.

## حياته
عمل عميدًا لكلية الهندسة في جامعة بيرزيت، ونائبًا لرئيس مجلس الإسكان الفلسطيني، وعضوًا في الوفد الفلسطيني المفاوض في مدريد. كما كان رئيسًا لمجلس أمناء جامعة الأزهر في غزة.
كما شغل عدة حقائب وزارية في عدد من الحكومات الفلسطينية، منها منصب وزير الإسكان، ووزير الطاقة والموارد الطبيعية، ووزير النقل والمواصلات، ووزير الاتصالات وتكنولوجيا المعلومات، ووزير الأشغال العامة والإسكان، وهو نائب في المجلس التشريعي الفلسطيني، وعضو المجلس الثوري لحركة فتح.
صار في 22 سبتمبر 2016 أحد أعضاء مجلس إدارة مصرف الصفا.